# Regressão infinita
Uma regressão infinita é uma série infinita de entidades governada por um princípio recursivo que determina como cada entidade da série depende de ou é produzida por seu antecessor. No regresso epistêmico, por exemplo, uma crença é justificada porque é baseada em outra crença que é justificada. Mas essa outra crença precisa de mais uma crença justificada para que ela mesma seja justificada e assim por diante. 
Um argumento de regressão infinita é um argumento contra uma teoria baseada no fato de que essa teoria leva a uma regressão infinita. Para que tal argumento seja bem-sucedido, tem que demonstrar não apenas que a teoria em questão implica uma regressão infinita, mas também que essa regressão é viciosa. Há diferentes maneiras de como uma regressão pode ser viciosa. A forma mais grave de viciosidade envolve uma contradição na forma de impossibilidade metafísica. Outras formas ocorrem quando a regressão infinita é responsável pela teoria em questão ser implausível ou por sua falha em resolver o problema para o qual foi formulada. Tradicionalmente, assumia-se frequentemente sem muito argumento que cada regressão infinita é viciosa, mas essa suposição tem sido posta em questão na filosofia contemporânea. Embora alguns filósofos defendam explicitamente teorias com regressões infinitas, a estratégia mais comum é reformular a teoria em questão de uma forma que evite a regressão. Uma dessas estratégias é o fundacionalismo, que postula que há um primeiro elemento na série a partir do qual todos os outros elementos surgem, mas que por si mesmo não é explicado desta maneira. Outra forma é o coerentismo, que se baseia em uma explicação holística que geralmente vê as entidades em questão não como uma série linear, mas como uma rede interconectada. Argumentos de regressão infinita são feitos em várias áreas da filosofia. Exemplos famosos incluem o argumento cosmológico, a regressão de Bradley e os argumentos de regressão na epistemologia.

## Definição
Uma regressão infinita é uma série infinita de entidades governadas por um princípio recursivo que determina como cada entidade da série depende de ou é produzida por seu antecessor. Este princípio pode muitas vezes ser expresso da seguinte forma: X é F porque X está em R a Y e Y é F. X e Y representam objetos, R representa uma relação e F representa uma propriedade no sentido mais amplo. No regresso epistêmico, por exemplo, uma crença é justificada porque é baseada em outra crença que é justificada. Mas essa outra crença precisa de mais uma crença justificada para que ela mesma seja justificada e assim por diante. Ou, no argumento cosmológico, um evento ocorreu porque foi causado por outro evento que ocorreu antes dele, que a sua vez foi causado por um evento anterior, e assim por diante. Este princípio por si só não é suficiente: não leva a uma regressão se não houver um X que seja F. É por isso que uma condição de gatilho adicional tem que ser cumprida: tem que haver um X que é F para a regressão começar. Portanto, a regressão começa com o fato de que X é F. Segundo o princípio recursivo, isso só é possível se houver um Y distinto que também é F. Mas para explicar o fato de que Y é F, precisamos postular um Z que é F e assim por diante. Uma vez iniciada, não há como parar a regressão, pois uma nova entidade tem que ser introduzida a cada passo para tornar possível o passo anterior.
Um argumento de regressão infinita é um argumento contra uma teoria baseado no fato de que esta teoria leva a uma regressão infinita. Para que tal argumento seja bem-sucedido, tem que demonstrar não apenas que a teoria em questão implica uma regressão infinita, mas também que essa regressão é viciosa. A mera existência de uma regressão infinita por si só não é uma prova para nada. Então, além de ligar a teoria a um princípio recursivo emparelhado com uma condição de gatilho, o argumento tem que mostrar de que maneira a regressão resultante é viciosa. Por exemplo, uma forma de evidencialismo na epistemologia sustenta que uma crença só é justificada se for baseada em outra crença que é justificada. Um oponente desta teoria poderia usar um argumento de regressão infinita, demonstrando (1) que esta teoria leva a uma regressão infinita (por exemplo, apontando o princípio recursivo e a condição de gatilho) e (2) que esta regressão infinita é viciosa (por exemplo, mostrando que é implausível dadas as limitações da mente humana). Neste exemplo, o argumento tem uma forma negativa, pois apenas nega que outra teoria seja verdadeira. Mas também pode ser usado de uma forma positiva para apoiar uma teoria, mostrando que sua alternativa envolve uma regressão viciosa. É assim que funciona o argumento cosmológico para a existência de Deus: afirma que postular a existência de Deus é necessário para evitar uma regressão infinita de causas.

## Viciosidade
Para que um argumento de regressão infinita tenha sucesso, tem que mostrar que a regressão envolvida é viciosa. Uma regressão não-viciosa é chamada virtuosa ou benigna. Tradicionalmente, era frequentemente assumido sem muito argumento que cada regressão infinita é viciosa, mas esta assunção tem sido posta em questão na filosofia contemporânea. Na maioria dos casos, não é evidente se uma regressão infinita é viciosa ou não. A regressão da verdade constitui um exemplo de uma regressão infinita que não é viciosa: se a proposição "P" é verdadeira, então a proposição de que "É verdade que P" também é verdadeira e assim por diante. As regressões infinitas representam um problema principalmente se a regressão diz respeito a objetos concretos. Os objetos abstratos, por outro lado, são frequentemente considerados não problemáticos a este respeito. Por exemplo, a regressão da verdade leva a um número infinito de proposições verdadeiras ou os axiomas de Peano implicam a existência de infinitamente muitos números naturais. Mas essas regressões geralmente não são usados contra as teorias que os implicam.
Há diferentes maneiras de como uma regressão pode ser viciosa. A forma mais grave de viciosidade envolve uma contradição na forma de impossibilidade metafísica. Outras formas ocorrem quando a regressão infinita é responsável pela teoria em questão ser implausível ou por sua falha em resolver o problema para o qual foi formulada. O vício de uma regressão infinita pode ser local se causar problemas apenas para certas teorias quando se combina com outras suposições, ou global em caso contrário. Por exemplo, uma regressão de outra forma virtuosa é localmente viciosa para uma teoria que postula um domínio finito. Em alguns casos, uma regressão infinita não é em si mesmo a fonte do problema, mas apenas indica um problema subjacente diferente.

### Impossibilidade
As regressões infinitas que envolvem impossibilidade metafísica são os casos mais graves de viciosidade. A maneira mais fácil de chegar a este resultado é aceitar a suposição de que os infinitos atuais são impossíveis, o que leva diretamente a uma contradição. Esta posição anti-infinitistas se opõe ao infinito em geral, não apenas especificamente às regressões infinitas. Mas os defensores da teoria em questão podem negar essa proibição total dos infinitos actuais. Por exemplo, tem sido argumentado que apenas certos tipos de infinitos são problemáticos desta forma, como magnitudes intensivas infinitas (por exemplo, densidades de energia infinitas). Mas outros tipos de infinitos, como a cardinalidade infinita (por exemplo, infinitamente muitas causas) ou a magnitude extensiva infinita (por exemplo, a duração da história do universo) não são problemáticos do ponto de vista da impossibilidade metafísica. Embora possa haver alguns casos de viciosidade devido à impossibilidade metafísica, a maioria das regressões viciosas são problemáticas por outras razões.

### Implausibilidade
Uma forma mais comum de viciosidade surge da implausibilidade da regressão infinita em questão. Esta categoria se aplica frequentemente a teorias sobre ações, estados ou capacidades humanas. Este argumento é mais fraco do que o argumento da impossibilidade, pois permite que a regressão em questão seja possível. Apenas nega que seja real. Por exemplo, parece implausível, devido às limitações da mente humana, que existam crenças justificadas se isso implicar que o agente precisa ter uma quantidade infinita delas. Mas isto não é metafisicamente impossível, por exemplo, se for assumido que o número infinito de crenças são apenas não-ocorrentes ou disposicionais, enquanto a limitação se aplica apenas ao número de crenças em que alguém está realmente pensando em um momento. Outra razão para a implausibilidade das teorias envolvendo uma regressão infinita é devido ao princípio conhecido como a navalha de Ockham, que postula que devemos evitar extravagância ontológica não multiplicando entidades sem necessidade. Considerações de parcimônia são complicadas pela distinção entre parcimônia quantitativa e qualitativa. Isto se trata de quantas entidades são postuladas em contraste com quantos tipos de entidades são postulados. Por exemplo, o argumento cosmológico para a existência de Deus promete aumentar a parcimônia quantitativa ao postular que há uma primeira causa em vez de permitir uma cadeia infinita de eventos. Mas o faz diminuindo a parcimônia qualitativa: postula Deus como um novo tipo de entidade.

### Explicação fracassada
Outra forma de viciosidade se aplica não à regressão infinita por si só, mas a ela em relação aos objetivos explicativos de uma teoria. As teorias são frequentemente formuladas com o objetivo de resolver um problema específico, por exemplo, de responder à pergunta por que existe um certo tipo de entidade. Uma maneira de como tal tentativa pode falhar é se a resposta à pergunta já assume de forma disfarçada o que deveria explicar. Isso é semelhante à falácia informal de petitio principii. Da perspectiva de uma visão mitológica do mundo, por exemplo, uma maneira de explicar por que a Terra parece estar em repouso em vez de cair é sustentar que ela repousa nas costas de uma tartaruga gigante. Para explicar por que a tartaruga mesma não está em queda livre, outra tartaruga ainda maior é postulada e assim por diante, resultando em um mundo composto de tartarugas em todos os níveis subsequentes. Apesar de suas deficiências em colidir com a física moderna e devido à sua extravagância ontológica, esta teoria parece ser metafisicamente possível assumindo que o espaço é infinito. Uma maneira de avaliar a viciosidade dessa regressão é distinguir entre explicações locais e globais. Uma explicação local só está interessada em explicar por que uma coisa tem uma certa propriedade através da referência a outra coisa sem tentar explicar essa outra coisa também. Uma explicação global, por outro lado, tenta explicar por que há qualquer coisa com esta propriedade. Assim, como explicação local, a regressão na teoria das tartarugas é benigna: consegue explicar por que a Terra não está caindo. Mas como explicação global, falha porque tem de assumir em vez de explicar, a cada passo, que há outra coisa que não está caindo. Não explica por que nada em absoluto está caindo.
Foi argumentado que regressões infinitas podem ser benignas sob certas circunstâncias, apesar de ter como objetivo uma explicação global. Esta linha de pensamento se baseia na ideia da transmissão envolvida nos casos viciosos: explica-se que X é F porque Y é F onde este F foi de alguma forma transmitido de Y para X. O problema é que para transferir algo, tem que possuí-lo primeiro, então a possessão é presumida em vez de ser explicada. Por exemplo, suponha que ao tentar explicar por que seu vizinho tem a propriedade de ser dono de um pacote de açúcar é revelado que este pacote estava primeiro na possessão de outra pessoa antes de ser transferido para seu vizinho e que o mesmo é verdade para este e todos os outros donos anteriores. Esta explicação é insatisfatória, pois a possessão é pressuposta a cada passo. Em explicações não-transmissivas, por outro lado, Y ainda é a razão de X ser F e Y também é F, mas isto é visto apenas como um fato contingente. Esta linha de pensamento tem sido usada para argumentar que o regresso epistêmico não é vicioso. Do ponto de vista bayesiano, por exemplo, a justificação ou evidência pode ser definida em termos de uma crença aumentando a probabilidade de outra crença. A primeira crença também pode ser justificada, mas isto não é relevante para explicar por que a última crença é justificada.

## Respostas a argumentos de regressão infinita
Os filósofos responderam a argumentos de regressão infinita de várias maneiras. A teoria criticada pode ser defendida, por exemplo, negando que uma regressão infinita esteja envolvida. Os infinitistas, por outro lado, aceitam a regressão, mas negam que seja viciosa. Outra resposta é modificar a teoria a fim de evitar a regressão. Isso pode ser alcançado na forma de fundacionalismo ou de coerentismo.

### Fundacionalismo
Tradicionalmente, a resposta mais comum é o fundacionalismo. Postula que há um primeiro elemento na série a partir do qual todos os outros elementos surgem, mas que por si mesmo não é explicado desta maneira. Assim, a partir de qualquer posição, a série pode ser rastreada até os elementos no nível mais fundamental, que o princípio recursivo não consegue explicar. Desta forma, evita-se uma regressão infinita. Esta posição é bem conhecida por suas aplicações no campo da epistemologia. As teorias fundacionalistas de justificação epistêmica afirmam que, além das crenças justificadas inferencialmente, que dependem para sua justificação de outras crenças, há também crenças justificadas não-inferencialmente. As crenças justificadas não-inferencialmente constituem o fundamento sobre o qual repousa a superestrutura que consiste em todas as crenças justificadas inferencialmente. Teorias de acquaintance explicam a justificação de crenças não-inferenciais através do conhecimento direto e imediato dos objetos da crença. Nesta visão, um agente está inferencialmente justificado a acreditar que choverá amanhã com base na crença de que a previsão do tempo assim o disse. Ele está justificado não-inferencialmente para acreditar que está com dor porque conhece diretamente a dor.  Assim, um tipo diferente de explicação (acquaintance) é usado para os elementos fundacionais.
Outro exemplo vem do campo da metafísica a respeito do problema da hierarquia ontológica. Uma posição neste debate afirma que algumas entidades existem em um nível mais fundamental do que outras entidades e que as últimas entidades dependem das primeiras ou são baseadas nelas. O fundacionalismo metafísico é a tese de que estas relações de dependência não formam uma regressão infinita: que há um nível mais fundamental que atua como base para a existência das entidades de todos os outros níveis. Isso às vezes é expresso afirmando que a relação de fundamentação responsável por esta hierarquia é bem fundada.

### Coerentismo
O coerentismo, encontrado principalmente no campo da epistemologia, é outra forma de evitar regressões infinitas. É baseado em uma explicação holística que geralmente vê as entidades em questão não como uma série linear, mas como uma rede interconectada. Por exemplo, as teorias coerentistas de justificação epistêmica sustentam que as crenças são justificadas por causa da maneira como estão ligadas: concordam bem umas com as outras. Esta visão pode ser expressa afirmando que a justificação é principalmente uma propriedade do sistema de crenças como um todo. A justificação de uma única crença é derivada no sentido de que depende do fato de que esta crença pertence a um todo coerente. Laurence BonJour é um conhecido defensor contemporâneo desta posição.